# Alexia Dechaume-Balleret
Alexia Dechaume-Balleret (* 3. Mai 1970 in La Rochelle) ist eine ehemalige französische Tennisspielerin.

## Karriere
Dechaume-Balleret, die später von ihrem Ehemann trainiert wurde, begann im Alter von sieben Jahren Tennis zu spielen und wechselte mit 15 Jahren auf die Profitour. In ihrer Karriere gewann sie insgesamt sechs Doppeltitel auf der WTA Tour sowie je einen Einzel- und Doppeltitel auf dem ITF Women’s Circuit. Im Jahr 2000 beendete sie ihre Tenniskarriere.

## Erfolge

### Doppel
| Nr. | Datum              | Turnier     | Kategorie    | Belag     | Partnerin        | Finalgegnerinnen                 | Ergebnis      |
| --- | ------------------ | ----------- | ------------ | --------- | ---------------- | -------------------------------- | ------------- |
| 1.  | 25. September 1988 | Paris       | WTA Tier V   | Sand      | Emmanuelle Derly | Louise Field Nathalie Herreman   | 6:0, 6:2      |
| 2.  | 5. Mai 1991        | Tarent      | WTA Tier V   | Sand      | Florencia Labat  | Laura Golarsa Ann Grossman       | 6:2, 7:5      |
| 3.  | 12. Juli 1992      | Kitzbühel   | WTA Tier IV  | Sand      | Florencia Labat  | Amanda Coetzer Wiltrud Probst    | 6:3, 6:3      |
| 4.  | 26. Juli 1992      | San Marino  | WTA Tier V   | Sand      | Florencia Labat  | Sandra Cecchini Laura Garrone    | 7:6, 7:5      |
| 5.  | 30. August 1992    | Schenectady | WTA Tier V   | Hartplatz | Florencia Labat  | Ginger Helgeson Shannan McCarthy | 6:3, 1:6, 6:2 |
| 6.  | 20. April 1997     | Tokio       | WTA Tier III | Hartplatz | Rika Hiraki      | Kerry-Anne Guse Corina Moranu    | 6:4, 6:2      |